# Marcel Woods
Marcel Woods, pseudoniem van Marcel Scheffers, is een Nederlandse dj en producer uit Eindhoven.

## Biografie
Woods begon in 1990 met draaien, onder meer in MDC Hollywood (Eindhoven), Afterclub the Limit (Hilvarenbeek) en Afterclub Zino (Tilburg). Meer recentelijk draaide hij op onder meer Dance Valley, Defqon.1, Innercity, Sensation en Trance Energy. In 2006 had Woods een grote hit met Advanced, dat dankzij collega-dj Tiësto populair is geworden en dan ook in 2006 anthem van Trance Energy werd. Ook produceerde hij een aantal singles onder het pseudoniem Mr. Rowan en maakte hij een remix van The Sensation Anthem 2002.

## Discografie

### Albums
- MDC Hollywood Yellow Edition
- MDC Hollywood Blue Edition
- MDC Hollywood Red Edition
- MDC Hollywood Black Edition
- Musical Madness vol.1 (2000)
- ID&T Hardtrance 3
- ID&T Hardtrance 4 (2004)
- Dance Valley Festival 2005: Sunset (2005)
- High Contrast Recordings presents Marcel Woods (2006)
- Musical Madness (2008)
- Musical Madness II (2010)
- Musical Madness III (2011)
- Open All Hours (2012)

### Singles
- Marcel Woods - De Bom
- Nico Parisi vs. Marcel Woods / DJ Frederik - Dramatic Feelings / Reflections
- Marcel Woods - The Exsample E.P.
- Woods & Jorn - Trance Maniac
- Marcel Woods - Driver EP (1997)
- Marcel Woods - BlackMen (1999)
- Marcel Woods - In Your Soul (1999)
- Marcel Woods - Mescalinum / Believer (1999)
- Mr. Rowan - Freedom EP (1999)
- Mr. Rowan - The Past, Present, & Future E.P. (1999)
- Marcel Woods - Push-E-Cat (2000)
- Marcel Woods - De Bom 2001 (2001)
- DJ Gert vs. DJ Marcel Woods - Once Upon A Time In The West (2001)
- Marcel Woods & Walt - Te Quiero (2001)
- Marcel Woods - De Bom 2001 Revisited (2002)
- Marcel Woods - Drama (2002)
- DJ Gert vs. Marcel Woods - Once Upon A Time In The West (Remixes) (2002)
- Mr. Rowan - Skinny Witch Bitch Size Two (2002)
- Marcel Woods - A Decade (2003)
- Marcel Woods - Serenity (2003)
- Marcel Woods - Time's Running Out (2003)
- Marcel Woods - Static State (2004)
- Marcel Woods - Advanced (2005) (Dancesmash op Radio 538)
- Marcel Woods - Cherry Blossom / Beautiful Mind (2005)
- Marcel Woods vs. Jesselyn - Flora / Fauna (2005)
- Marcel Woods - Accelerate (2006)
- Marcel Woods - Monotone (2006)
- Marcel Woods - Signed, Sealed And Delivered (It's Yours E.P.) (2006)
- Marcel Woods - 3Stortion & Lemon Tree (High Contrast Recordings) (2007)
- Marcel Woods - Don't tar me with same brush & Get The Kleenex (High Contrast Recordings) (2007)
- Marcel Woods - Life is like a box of chocolates (High Contrast Recordings) (2008)
- Marcel Woods - Beautifull Mind 2008 (High Contrast Recordings) (2008)
- Marcel Woods - BPM (High Contrast Recordings) (2010)
- Tiësto & Marcel Woods - Don't Ditch (High Contrast Recordings) (2011)
- Marcel Woods and W&W - Trigger (Revealed Recordings) (2012)
- Marcel Woods - Guaba (High Contrast Recordings) (2012)
- Marcel Woods - Ready (Revealed Recordings) (2012)
- Marcel Woods ft. Vanbot - Bring It Back (Spinnin' Records) (2013)